# مرلین فرنچ
مرلین فرنچ (انگلیسی: Marilyn French; ۲۱ نوامبر ۱۹۲۹ – ۲ مهٔ ۲۰۰۹) یک رمان‌نویس، نویسنده و فمنیست اهل ایالات متحده آمریکا بود. او بیشتر به خاطر کتاب اتاق زنان که در زمینه دفاع از حقوق زنان نگاشته‌است شهرت دارد.